# Marco Tin Win
Marco Tin Win (Mon Hla, 22 aprile 1960) è un arcivescovo cattolico birmano, dal 25 aprile 2019 arcivescovo metropolita di Mandalay.

## Biografia
Dopo aver studiato filosofia e teologia al seminario maggiore Saint Joseph di Yangon, è stato ordinato presbitero il 22 settembre 1987. Successivamente ha conseguito il dottorato in filosofia presso la Pontificia università urbaniana di Roma.
Nella sua terra natale gli sono stati assegnati numerosi incarichi pastorali e amministrativi, tra cui quello di responsabile del dialogo interreligioso diocesano, rettore del seminario preparatorio San Tommaso a Mandalay, economo diocesano e, dal 2010 al 2013, segretario esecutivo della Conferenza dei Vescovi Cattolici del Myanmar. Gran parte del suo impegno ha riguardato il mantenimento e la promozione di buoni rapporti con altri gruppi religiosi: musulmani, buddisti e indù.

### Ministero episcopale
Il 25 aprile 2019 papa Francesco lo ha nominato arcivescovo metropolita di Mandalay.
È stato consacrato il 23 giugno successivo nella cattedrale del Sacro Cuore di Mandalay dal cardinale Charles Bo, arcivescovo metropolita di Yangon, co-consacranti l'arcivescovo emerito di Mandalay Nicholas Mang Thang e il nunzio apostolico in Birmania Paul Tschang In-nam. 
L'8 luglio 2020 papa Francesco lo ha nominato membro del Pontificio consiglio per il dialogo interreligioso.
L'8 aprile 2022 è stato sequestrato dai soldati durante una funzione religiosa nella cattedrale di Mandalay e tenuto in custodia. I soldati hanno arrestato anche i fedeli che partecipavano alla preghiera quaresimale e hanno portato nella cattedrale anche un altro sacerdote che avevano arrestato altrove; infatti a seguito del colpo di stato, i militari attaccano i cattolici e altre minoranze religiose ed etniche in tutta la Birmania, bruciando chiese, imprigionando coloro che vengono etichettati come dissidenti e limitando i movimenti e le attività dei cattolici in tutto il Paese.
L'8 maggio 2023 è stato ricevuto in udienza papale in Vaticano.

## Genealogia episcopale e successione apostolica
La genealogia episcopale è:
- Cardinale Scipione Rebiba
- Cardinale Giulio Antonio Santori
- Cardinale Girolamo Bernerio, O.P.
- Arcivescovo Galeazzo Sanvitale
- Cardinale Ludovico Ludovisi
- Cardinale Luigi Caetani
- Cardinale Ulderico Carpegna
- Cardinale Paluzzo Paluzzi Altieri degli Albertoni
- Papa Benedetto XIII
- Papa Benedetto XIV
- Papa Clemente XIII
- Cardinale Giovanni Francesco Albani
- Cardinale Carlo Rezzonico
- Cardinale Antonio Dugnani
- Arcivescovo Jean-Charles de Coucy
- Cardinale Gustave-Maximilien-Juste de Croÿ-Solre
- Vescovo Charles-Auguste-Marie-Joseph Forbin-Janson
- Cardinale François-Auguste-Ferdinand Donnet
- Vescovo Charles-Emile Freppel
- Cardinale Louis-Henri-Joseph Luçon
- Cardinale Charles-Henri-Joseph Binet
- Cardinale Maurice Feltin
- Cardinale Jean-Marie Villot
- Cardinale Edward Idris Cassidy
- Arcivescovo Alphonse U Than Aung
- Cardinale Charles Bo, S.D.B.
- Arcivescovo Marco Tin Win

La successione apostolica è:
- Vescovo Augustine Thang Zawm Hung (2025)